# Liste der Mitglieder der Mecklenburgischen Abgeordnetenversammlung
Die Liste der Mitglieder der Mecklenburgischen Abgeordnetenversammlung verzeichnet die in der Revolution in Mecklenburg 1848 gewählten Abgeordneten. Gewählt wurde gemäß dem Wahlgesetz vom 15. Juli 1848 in 85 Wahlkreisen in Mecklenburg-Schwerin, in Mecklenburg-Strelitz in 15 Wahlkreisen des Kernlands Mecklenburg-Stargard und drei Wahlkreisen in der westlichen Exklave Fürstentum Ratzeburg. Es wurden zunächst Wahlmänner gewählt. Über die Zusammensetzung der Abgeordnetenkammer entschieden die Wahlmänner am 3. Oktober 1848 in Schwerin und am 9. Oktober in Strelitz. Die Kandidaten konnten in mehreren Wahlkreisen antreten und etliche wurden dann auch in mehreren Wahlkreisen gleichzeitig gewählt. Um alle Wahlkreise zu besetzen zu können, wurden deshalb Nachwahlen erforderlich. Das kurze Experiment in Sachen Demokratie kostete einigen Mecklenburgern in der Reaktionsära die Existenz. Zur Auswanderung in die Vereinigten Staaten gezwungen, wurden sie dort als Forty-Eighters bekannt. Friedrich Franz II. löste die Abgeordnetenversammlung am 22. August 1849 auf.

## Liste
| Beruf                                                 | Name                                                | Wahlbezirk Nr.                                 | Wahlbezirk          | Anmerkung |
| ----------------------------------------------------- | --------------------------------------------------- | ---------------------------------------------- | ------------------- | --- |
| Buchhändler                                           | Friedrich Weigel                                    | Mecklenburg-Schwerin 1                         | Boizenburg          | |
| Pastor                                                | Heinrich Carl Ludwig Scharff                        | Mecklenburg-Schwerin 2                         | Blücher             | |
| Gutsbesitzer                                          | Graf Friedrich von Oeynhausen auf Brahlstorf        | Mecklenburg-Schwerin 3                         | Vellahn-Pritzier    | |
| Regierungsrat                                         | Karl Prosch in Schwerin                             | Mecklenburg-Schwerin 4                         | Bantien-Zarrentien  | im April eingetreten / in erster Wahl wurde Gutsbesitzer Samuel Schnelle auf Buchholz gewählt, der das Mandat krankheitsbedingt nicht wahrnehmen konnte und Weihnachten zurückgab. |
| Advokat                                               | Carl Ernst Friedrich Julius Krüger                  | Mecklenburg-Schwerin 5                         | Wittenburg          | Schriftführer |
| Senator                                               | Carl Pohle in Schwerin                              | Mecklenburg-Schwerin 6                         | Wittenförden        | Rücktritt am 21. August |
| Advokat                                               | Bernhard Heinrich Wehmeyer in Schwerin              | Mecklenburg-Schwerin 7                         | Gadebusch           | |
| Gutspächter                                           | Rudolf Müller zu Holdorf                            | Mecklenburg-Schwerin 8                         | Groß Trebbow        | In erster Wahl war Adolf Ernst Friedrich Groth gewählt worden, der jedoch sein Mandat im Wahlkreis 34 annahm |
| Gutsbesitzer                                          | Theodor Ernst Stever auf Wustrow                    | Mecklenburg-Schwerin 9                         | Rehna               | |
| Advokat                                               | Moritz Wiggers in Rostock                           | Mecklenburg-Schwerin 10                        | Grevismühlen        | Präsident |
| Bäcker                                                | Deppen                                              | Mecklenburg-Schwerin 11                        | Dassow              | |
| Pastor                                                | August Erdmann                                      | Mecklenburg-Schwerin 12                        | Klütz               | In erster Wahl war Theodor Ernst Stever gewählt worden, der jedoch sein Mandat im Wahlkreis 9 annahm |
| Advokat                                               | Karl Friedrich Deiters in Wismar                    | Mecklenburg-Schwerin 13                        | Sternkrug (Seefeld) | |
| Töpfermeister                                         | Johann David Schlichting                            | Mecklenburg-Schwerin 14                        | Wismar              | |
| Senator                                               | Hermann Gustav Fabricius                            | Mecklenburg-Schwerin 15                        | Wismar              | seit dem 31. Januar Gymnasiallehrer Eduard Haupt |
| Lehrer                                                | Gustav Siedenburg                                   | Mecklenburg-Schwerin 16                        | Groß Stieten        | |
| Eisenbahnbureauchef                                   | Friedrich Soltau                                    | Mecklenburg-Schwerin 17                        | Schwerin            | zurückgetreten am 22. August, in erster Wahl wurde Samuel Schnelle gewählt, der jedoch sein Mandat im Wahlkreis 4 annahm |
| Lehrer                                                | Franz Wenzlaff                                      | Mecklenburg-Schwerin 18                        | Schwerin            | Vizepräsident |
| Oberlehrer                                            | Theodor Reuter in Güstrow                           | Mecklenburg-Schwerin 19                        | Schwerin            | In erster Wahl wurde Carl Pohle gewählt, der jedoch sein Mandat im Wahlkreis 6 annahm. Seit dem 18. Juni: Buchhändler Carl Kürschner in Schwerin |
| Geh. Ministerialrat                                   | Georg Störzel in Schwerin                           | Mecklenburg-Schwerin 20                        | Gammelin            | Alterspräsident |
| Erbpächter                                            | Karnatz in Neu-Jamel                                | Mecklenburg-Schwerin 21                        | Lübesse-Ortkrug     | |
| Arzt                                                  | Ernst Raber                                         | Mecklenburg-Schwerin 22                        | Hagenow             | |
| Brennereibesitzer                                     | Christian Rose in Grabow                            | Mecklenburg-Schwerin 23                        | Picher              | |
| Gutsbesitzer und früherer hannoverscher Regierungsrat | Friedrich von der Decken auf Melkof                 | Mecklenburg-Schwerin 24                        | Lübtheen            | |
| Amtsverwalter                                         | Otto August Ernst Witt                              | Mecklenburg-Schwerin 25                        | Dömitz              | |
| Erbpächter                                            | Prien zu Güritz                                     | Mecklenburg-Schwerin 26                        | Eldena              | In erster Wahl wurde Erbpächter Kortüm zu Klebe gewählt |
| Hochschullehrer                                       | Karl Türk in Rostock                                | Mecklenburg-Schwerin 27                        | Grabow              | |
| Arzt                                                  | Adolf Heinrich Friedrich Schwarz                    | Mecklenburg-Schwerin 28                        | Ludwigslust         | |
| Bürgermeister                                         | Advokat Karl Boldt in Hagenow                       | Mecklenburg-Schwerin 29                        | Neustadt            | In erster Wahl wurde Amtmann Heinrich Friedrich Weber (Amtmann) in Neustadt gewählt / an seiner Stelle seit dem 30. Mai : Advokat Ferdinand Adolph Ernst Modes in Neustadt |
| Amtmann                                               | Johann Carl Friedrich Crull in Grabow               | Mecklenburg-Schwerin 30                        | Muchow              | In erster Wahl wurde Erbpächter Märker zu Pamprin gewählt |
| Erbpächter                                            | Mühlenbruch                                         | Mecklenburg-Schwerin 31                        | Dütschow            | |
| Advokat                                               | Lewis Jacob Marcus in Schwerin                      | Mecklenburg-Schwerin 32                        | Crivitz             | In erster Wahl wurde Carl Pohle gewählt, der jedoch sein Mandat im Wahlkreis 6 annahm; Vizepräsident |
| Minister                                              | Ludwig von Lützow                                   | Mecklenburg-Schwerin 33                        | Ventschow           | |
| Landsyndicus                                          | Adolf Ernst Friedrich Groth in Rostock              | Mecklenburg-Schwerin 34                        | Warin               | |
| Justizrat                                             | Maximilian von Liebeherr in Schwerin                | Mecklenburg-Schwerin 35                        | Hornstorf           | |
| Gutsbesitzer                                          | Carl Koch auf Dreveskirchen                         | Mecklenburg-Schwerin 36                        | Alt Bukow           | In erster Wahl wurde Theodor Ernst Stever gewählt, der jedoch sein Mandat im Wahlkreis 9 annahm |
| Gutsbesitzer                                          | Ludwig Heinrich Bencard auf Mechelsdorf             | Mecklenburg-Schwerin 37                        | Biendorf            | In erster Wahl wurde Statthalter Ramm in Gerstorf gewählt, der sein Amt nicht annahm |
| Rentier                                               | Gottfried Mussehl in Kröpelin                       | Mecklenburg-Schwerin 38                        | Kröpelin-Neubukow   | |
| Advokat                                               | Ferdinand Otto in Grabow                            | Mecklenburg-Schwerin 39                        | Jürgenshagen        | Rücktritt am 6. August; in erster Wahl wurde Carl Genzke gewählt |
| Arzt                                                  | Carl Genzke                                         | Mecklenburg-Schwerin 40                        | Bützow              | |
| Tischler                                              | Schlüns zu Zernin                                   | Mecklenburg-Schwerin 41                        | Gülzow              | |
| Arzt                                                  | Robert Hellmuth Hesse in Sternberg                  | Mecklenburg-Schwerin 42                        | Brüel               | |
| Revisionsrat                                          | Johann Ludwig Schumacher in Schwerin                | Mecklenburg-Schwerin 43                        | Groß Niendorf       | In erster Wahl wurde Adolf Ernst Friedrich Groth; in zweiter Wahl Carl Wilhelm Wendhausen gewählt |
| Gutsbesitzer                                          | Baron Friedrich von Maltzahn auf Lenschow           | Mecklenburg-Schwerin 44                        | Benthen             | in erster Wahl: Meyer-Malchow; Rücktritt 12. April; an seiner Stelle seit 7. Mai: Bürgermeister Hofrat Heinrich Ebert in Grevesmühlen |
| Bürgermeister                                         | Friedrich Philipp Gottlieb Brandt                   | Mecklenburg-Schwerin 45                        | Parchim             | |
| Gutsbesitzer                                          | Christian Schwieger auf Poltnitz                    | Mecklenburg-Schwerin 46                        | Groß Pankow         | An seiner Stelle seit dem 7. Februar: Amtsverwalter Karl Wilhelm Friedrich Driver in Lübz |
| Pastor                                                | Johann Ritter in Vietlübbe                          | Mecklenburg-Schwerin 47                        | Lübz                | |
| Oberlehrer                                            | Ludwig Christian Heinrich Ernst in Güstrow          | Mecklenburg-Schwerin 48                        | Plau                | in erster Wahl wurde Theodor Ernst Stever gewählt, der jedoch sein Mandat im Wahlkreis 9 annahm; Schriftführer |
| Kaufmann                                              | Ludwig Gustav Kleffel                               | Mecklenburg-Schwerin 49                        | Goldberg            | Rücktritt 21. August |
| Kantor, Lehrer                                        | Johann Metelmann                                    | Mecklenburg-Schwerin 50                        | Dobbertin           | |
| Advokat                                               | Fedor Papinga Julius Georg Spangenberg in Güstrow   | Mecklenburg-Schwerin 51                        | Güstrow             | Schriftführer |
| Oberappellationsrat                                   | Carl Trotsche in Rostock                            | Mecklenburg-Schwerin 52                        | Güstrow             | |
| Gutsbesitzer                                          | Friedrich Pogge auf Roggow                          | Mecklenburg-Schwerin 53                        | Kritzkow            | |
| Amtmann                                               | Eduard Meyer (Amtmann)                              | Mecklenburg-Schwerin 54                        | Schwaan             | In erster Wahl wurde Theodor Ernst Stever gewählt, der jedoch sein Mandat im Wahlkreis 9 annahm |
| Oberappellationsrat                                   | Friedrich Ackermann in Rostock                      | Mecklenburg-Schwerin 55                        | Parsentin (Pastin)  | |
| Advokat und Syndikus                                  | Gottlieb Christian Kippe in Rostock                 | Mecklenburg-Schwerin 56                        | Doberan             | |
| Maurergeselle                                         | Bartholomäi                                         | Mecklenburg-Schwerin 57                        | Rostock             | In erster Wahl wurde Ernst Brockelmann gewählt |
| Arzt                                                  | Emil von Rußdorf                                    | Mecklenburg-Schwerin 58                        | Rostock             | In erster Wahl wurde Kloß, in zweiter Wahl Brummerstädt gewählt |
| Hofstuhlmacher                                        | H. Lange                                            | Mecklenburg-Schwerin 59                        | Rostock             | In erster Wahl wurde Karl Türk gewählt |
| Hochschullehrer                                       | Julius Wiggers                                      | Mecklenburg-Schwerin 60                        | Rostock             | |
| Advokat                                               | Friedrich Christian Baeder in Gehlsdorf bei Rostock | Mecklenburg-Schwerin 61                        | Bentwisch           | an seiner Stelle seit 30. Mai Forstkathenmann Keding in Rövershagen |
| Amtsverwalter                                         | Eduard Adolph Gerresheim                            | Mecklenburg-Schwerin 62                        | Ribnitz             | In erster Wahl wurde Ernst Schliemann gewählt, welcher das Amt nicht annahm |
| Kaufmann                                              | Ernst Brockelmann in Rostock                        | Mecklenburg-Schwerin 63                        | Willershagen        | an seiner Stelle seit 5. März: Förster Schulz zu Wolfshagen |
| Lehrer                                                | Hermann Cordua in Sülz                              | Mecklenburg-Schwerin 64                        | Marlow-Sülz         | |
| Candidat der Theologie                                | Emil Hardrat in Basse                               | Mecklenburg-Schwerin 65                        | Tessin              | |
| Gutsbesitzer                                          | Friedrich Ludwig Ernst Hillmann auf Scharsdorf      | Mecklenburg-Schwerin 66                        | Pankelow            | In erster Wahl wurde Moritz Wiggers gewählt |
| Gymnasiallehrer                                       | Johann Enoch Wilhelm Brummerstädt in Rostock        | Mecklenburg-Schwerin 67                        | Lage                | in erster Wahl wurde Adolf Ernst Friedrich Groth gewählt |
| Gutsbesitzer                                          | Müller auf Warnkenhagen                             | Mecklenburg-Schwerin 68                        | Thürkow             | |
| Advokat und Syndikus                                  | Carl Alexander Bolten in Rostock                    | Mecklenburg-Schwerin 69                        | Gnoien              | In erster Wahl wurde Moritz Wiggers gewählt |
| Amtsverwalter                                         | Edo Heinrich von Thünen in Lübz                     | Mecklenburg-Schwerin 70                        | Jördenstorf         | |
| Gutsbesitzer                                          | Carl Wilhelm Wendhausen auf Gorschendorf (Malchin)  | Mecklenburg-Schwerin 71                        | Dargun              | In erster Wahl wurde Carl Trotsche gewählt |
| Bürgermeister                                         | Heinrich Schultetus                                 | Mecklenburg-Schwerin 72                        | Malchin             | |
| Zimmermeister                                         | Vollrath Zingelmann                                 | Mecklenburg-Schwerin 73                        | Teterow             | |
| Gutsbesitzer Kammerherr                               | Kuno von der Kettenburg auf Matgendorf              | Mecklenburg-Schwerin 74                        | Vietgest            | Rücktritt am 3. April; an seiner Stelle seit dem 23. April Stadtrichter Rönnberg in Güstrow |
| Tagelöhner                                            | Friedrich Laasen aus Liepen                         | Mecklenburg-Schwerin 75                        | Klocksin            | seit 22. Dezember; in erster Wahl: Gutsbesitzer Ewald C. Leonhard von Frisch auf Klocksin welcher zurücktrat |
| Bürgermeister Hofrat                                  | Friedrich Meyer                                     | Mecklenburg-Schwerin 76                        | Malchow             | |
| Tagelöhner                                            | Düsing in Satow                                     | Mecklenburg-Schwerin 77                        | Fincken-Stuer       | |
| Bürgermeister Hofrat                                  | Christian Engel                                     | Mecklenburg-Schwerin 78                        | Röbel               | |
| Schmiedemeister                                       | Otto                                                | Mecklenburg-Schwerin 79                        | Wredenhagen         | In erster Wahl wurde Domänenpächter Krüger gewählt, welcher das Mandat nicht annahm |
| Bürgermeister                                         | Heinrich Christian Pries                            | Mecklenburg-Schwerin 80                        | Waren               | |
| Gutsbesitzer Oberhauptmann                            | Otto von Dewitz auf Krumbeck                        | Mecklenburg-Schwerin 81                        | Basedow             | In erster Wahl wurde Landrat Ludwig von Oertzen auf Jürgenstorf gewählt, der die Wahl nicht annahm. Nach dem Rücktritt von Dewitz am 21. Juni wurde erneut von Oertzen gewählt, der das Mandat wieder nicht annahm. Am 10. August wurde Senator August Philipp Conrad Paschen in Waren gewählt |
| Advokat                                               | Emil Kloß in Rostock                                | Mecklenburg-Schwerin 82                        | Stavenhagen         | |
| Gutsbesitzer                                          | Friedrich von Klinggräff auf Chemnitz               | Mecklenburg-Schwerin 83                        | Ivenack             | In erster Wahl wurde Moritz Wiggers gewählt |
| Hochschullehrer                                       | Christian Wilbrandt in Rostock                      | Mecklenburg-Schwerin 84                        | Speck               | Vizepräsident |
| Rektor                                                | Eduard Napp                                         | Mecklenburg-Schwerin 85                        | Penzlin             | |
| Gymnasiallehrer                                       | Theodor Ladewig in Neustrelitz                      | Mecklenburg-Strelitz / Stargardischer Kreis 1  | Neustrelitz         | Rücktritt am 1. August |
| Bürgermeister                                         | Eduard Nauwerck in Strelitz                         | Mecklenburg-Strelitz / Stargardischer Kreis 2  | Neustrelitz         | |
| Pastor                                                | Heinrich Riemann in Friedland                       | Mecklenburg-Strelitz / Stargardischer Kreis 3  | Strelitz            | In erster Wahl: Petermann |
| Rektor                                                | Ludwig Roloff                                       | Mecklenburg-Strelitz / Stargardischer Kreis 4  | Mirow               | |
| Müller                                                | Albert Lehmann zum Domjüch bei Strelitz             | Mecklenburg-Strelitz / Stargardischer Kreis 5  | Wesenberg           | An seiner Stelle seit 26. März: Stadtrichter Müller |
| Kaufmann                                              | Hans Theodor Hückstedt                              | Mecklenburg-Strelitz / Stargardischer Kreis 6  | Fürstenberg         | |
| Stadtrichter                                          | Karl Petermann in Strelitz                          | Mecklenburg-Strelitz / Stargardischer Kreis 7  | Feldberg            | |
| Pastor                                                | Daniel Runge                                        | Mecklenburg-Strelitz / Stargardischer Kreis 8  | Woldegk             | |
| Arzt                                                  | Carl Richter in Woldegk                             | Mecklenburg-Strelitz / Stargardischer Kreis 9  | Liepen              | |
| Landrat                                               | Georg Alexander Wolfgang von Rieben auf Galenbeck   | Mecklenburg-Strelitz / Stargardischer Kreis 10 | Sandhagen           | |
| Pastor                                                | Wilhelm Mussehl in Kotelow                          | Mecklenburg-Strelitz / Stargardischer Kreis 11 | Friedland           | An seiner Stelle seit 13. April Tuchmachermeister Michaelis in Friedland; Rücktritt 17. August |
| Gutsbesitzer                                          | Ulrich Otto von Dewitz auf Milzow                   | Mecklenburg-Strelitz / Stargardischer Kreis 12 | Roggenhagen         | Rücktritt am 9. Juli |
| Bürgermeister, Rat                                    | Friedrich Brückner                                  | Mecklenburg-Strelitz / Stargardischer Kreis 13 | Neubrandenburg      | |
| Advokat                                               | Burchard                                            | Mecklenburg-Strelitz / Stargardischer Kreis14  | Neubrandenburg      | |
| Bürgermeister                                         | Carl Ferdinand Siemssen                             | Mecklenburg-Strelitz / Stargardischer Kreis 15 | Stargard            | Rücktritt am 2. Juli |
| Arzt                                                  | Carl Wilhelm Marung                                 | Mecklenburg-Strelitz / Fürstentum Ratzeburg 1  | Schönberg           | An seiner Stelle seit 20. März 1849 Kammerherr Friedrich Carl Ludwig von Kardorff in Schönberg |
| Pastor                                                | Gottlieb Matthias Carl Masch                        | Mecklenburg-Strelitz / Fürstentum Ratzeburg 2  | Demern              | |
| Gerichtsrat                                           | Friedrich Reinhold                                  | Mecklenburg-Strelitz / Fürstentum Ratzeburg 3  | Molzahn             | |

## Abgeordnetenhaus
Nach den politischen Säuberungen des Jahres 1849 fand in Mecklenburg-Schwerin noch eine Wahl zum Mecklenburgischen Abgeordnetenhaus im Jahr 1850 statt. Nach dessen Auflösung war das Experiment der Demokratie in Mecklenburg zunächst beendet. Erst die Novemberrevolution 1918 brachte mit den sich anschließenden Wahlen zu den Landtagen der nunmehr mecklenburgischen Freistaaten eine Statusänderung.